# Barramundi
De Barramundi (Lates calcarifer) is een straalvinnige vis uit de familie van reuzenbaarzen (Latidae), orde van baarsachtigen (Perciformes). De naam Barramundi is afgeleid van de Queensland-Aboriginal-taal uit het Rockhamptongebied en betekent 'grote schubben'.

## Beschrijving
De vis is gewoonlijk grijs-groen met een koperachtige glans. Ze kan 200 centimeter groot worden en 60 kilogram wegen. Deze vis leeft van schaaldieren, weekdieren en kleine vissen, inclusief die van zijn eigen soort.

## Leefomgeving
Lates calcarifer komt zowel in zoet, brak als zout water voor. De soort komt voor in tropische wateren in de Grote en Indische Oceaan op een diepte van 10 tot 40 meter.

## Relatie tot de mens
Lates calcarifer is voor de visserij van groot commercieel belang. In de hengelsport wordt er weinig op de vis gejaagd. De soort wordt gevangen voor commerciële aquaria.
De vis wordt gekweekt door middel van aquacultuur in Australië, India, Indonesië, Thailand, Vietnam, het Verenigd Koninkrijk, de Verenigde Staten en, sinds kort, ook in Nederland.
Het vlees is wit en bevat relatief weinig graten.